# Jednostka gospodarki uspołecznionej
Jednostka gospodarki uspołecznionej (j.g.u.) – w okresie gospodarki centralnie sterowanej w PRL określenie przedsiębiorstwa, czyli według ówczesnej nomenklatury „jednostki gospodarczej”, w której dominującą formą własności była własność państwowa lub własność spółdzielcza.
Zakłady j.g.u. traktowane były – głównie z punktu widzenia prawa – znacznie łagodniej, niż „jednostki gospodarki nieuspołecznionej”, czyli indywidualni przedsiębiorcy.
W drugiej połowie lat 80. XX w., w obliczu głębokiego kryzysu państwa, ówczesne władze łagodziły nieco restrykcyjną politykę wobec „jgn” (nieuspołecznionych), toteż różnice pomiędzy obiema formami gospodarowania powoli zaczęły się zacierać. Niemniej jednak, jeszcze np. około roku 1985, najlepszą z punktu widzenia interesów drobnych przedsiębiorców była forma j.g.u., toteż zaczęły powstawać różnego rodzaju spółdzielnie, choć nie był w tej formie gospodarowania wygodnym fakt, że do założenia spółdzielni trzeba było zgromadzić aż dziesięć indywidualnych osób oraz że wszystkie ówczesne spółdzielnie miały obowiązek zrzeszać się w jednej z central spółdzielczości (np. w CZSP – Centralnym Związku Spółdzielni Pracy), z których każda była de facto administracyjną czapą obciążającą swoimi składkami działalność podległych jej spółdzielni. Sposobem na ominięcie potrzeby zgromadzenia 10 osób na stworzenie spółdzielni i uzyskanie statusu j.g.u. było wykorzystanie innego z przepisów prawa spółdzielczego, przewidującego możliwość zorganizowania spółdzielni przez zrzeszenie się trzech (nie dziesięciu) innych jednostek gospodarczych, np. spółek z ograniczoną odpowiedzialnością. W myśl tego przepisu wystarczyło wpierw założyć trzy takie spółki, a następnie z nich – spółdzielnię, aby uzyskać tak wówczas pożądany status j.g.u. i wielu przedsiębiorców z tej drogi korzystało.
Krótko przed przełomem 1989 roku zaszła istotna zmiana w obowiązującym wówczas Kodeksie handlowym z 1934 r., która pozwoliła na tworzenie jednoosobowych spółek z ograniczoną odpowiedzialnością. Przepis ten w praktyce pozwolił na stworzenie jednostki gospodarki uspołecznionej pojedynczej osobie. Paradoks ten wykorzystany został skwapliwie przez niektórych przedsiębiorców, którzy założywszy wpierw samodzielnie trzy jednoosobowe spółki z ograniczoną odpowiedzialnością, różniące się wyłącznie nazwą, zaraz potem zakładali z nich spółdzielnię i w ten sposób stanowili jednoosobową spółdzielnię – j.g.u. – ze wszystkimi należnymi ulgami.
Jednym z wyróżników jednostek gospodarki uspołecznionej wśród innych przedsiębiorstw było – oprócz prawa użycia skrótu j.g.u. w firmie – sposób znakowania (rejestrowania) pojazdów służbowych: zamiast układu trzy litery – cztery cyfry (WWW-9999, jak podmioty nieuspołecznione), układ trzy litery – trzy cyfry – litera: WWW-999W.
Jednostki gospodarki uspołecznionej zaczęły tracić rację bytu po transformacji gospodarczej w 1989 roku i dziś jako osobne pojęcie prawne nie istnieją.